# Ayuntamiento de Durango
El Ayuntamiento de Durango (en euskera: Durangoko Udala) es el órgano encargado del gobierno y administración del municipio de Durango, situado en la provincia de Vizcaya, comunidad autónoma del País Vasco en España.

## Alcaldes
| Periodo   | Nombre                                                                        | Partido                                                      |
| --------- | ----------------------------------------------------------------------------- | ------------------------------------------------------------ |
| 1979-1983 | Francisco Zuricaray Mendilibar                                                | Euzko Alderdi Jeltzalea-Partido Nacionalista Vasco (EAJ-PNV) |
| 1983-1987 | Ander Salaberria Amesti                                                       | Euzko Alderdi Jeltzalea-Partido Nacionalista Vasco (EAJ-PNV) |
| 1987-1991 | Ander Salaberria Amesti (1987-1989) María Pilar Ardanza Uribarren (1989-1991) | Euzko Alderdi Jeltzalea-Partido Nacionalista Vasco (EAJ-PNV) |
| 1991-1995 | María Pilar Ardanza Uribarren                                                 | Euzko Alderdi Jeltzalea-Partido Nacionalista Vasco (EAJ-PNV) |
| 1995-1999 | María Pilar Ardanza Uribarren                                                 | Euzko Alderdi Jeltzalea-Partido Nacionalista Vasco (EAJ-PNV) |
| 1999-2003 | María Pilar Ardanza Uribarren                                                 | Euzko Alderdi Jeltzalea-Partido Nacionalista Vasco (EAJ-PNV) |
| 2003-2007 | Juan José Ziarrusta Campo                                                     | Euzko Alderdi Jeltzalea-Partido Nacionalista Vasco (EAJ-PNV) |
| 2007-2011 | Juan José Ziarrusta Campo (2007-2008) Aitziber Irigoras Alberdi (2008-2011)   | Euzko Alderdi Jeltzalea-Partido Nacionalista Vasco (EAJ-PNV) |
| 2011-2015 | Aitziber Irigoras Alberdi                                                     | Euzko Alderdi Jeltzalea-Partido Nacionalista Vasco (EAJ-PNV) |
| 2015-2019 | Aitziber Irigoras Alberdi                                                     | Euzko Alderdi Jeltzalea-Partido Nacionalista Vasco (EAJ-PNV) |
| 2019-2023 | Ima Garrastatxu Urbaneja                                                      | Euskal Herria Bildu (EH Bildu)                               |
| 2023-act. | Mireia Elkoroiribe Zenikaonandia                                              | Euzko Alderdi Jeltzalea-Partido Nacionalista Vasco (EAJ-PNV) |

## Pleno
| Pleno del Ayuntamiento de Durango (2011–2015) |                  |       |         |            |                          |
| Partido político                              | Partido político | Votos | %       | Concejales | Candidato                |
|                                               | PNV              | 4649  | 33,91%  | 8          | Aitziber Irigoras        |
|                                               | Bildu            | 3650  | 26,63 % | 6          | Urdaspal Bolinaga        |
|                                               | PSE-EE (PSOE)    | 1801  | 13,14 % | 3          | Pilar Ríos               |
|                                               | PP               | 1501  | 10,95 % | 2          | Juan José Gastañazatorre |
|                                               | Aralar           | 1373  | 10,02 % | 2          | Daniel Maeztu            |
|                                               | EB-B             | 465   | 3,39 %  | 0          |                          |

Alcaldesa electa: Aitziber Irigoras Alberdi (EAJ-PNV).
| Pleno del Ayuntamiento de Durango (2015–2019) |                     |       |         |            |                   |
| Partido político                              | Partido político    | Votos | %       | Concejales | Candidato         |
|                                               | PNV                 | 5089  | 36,98 % | 8          | Aitziber Irigoras |
|                                               | EH Bildu            | 4306  | 31,29 % | 7          | Dani Maeztu       |
|                                               | Herriaren Eskubidea | 1842  | 13,39 % | 3          | Juan Julián Ríos  |
|                                               | PSE-EE (PSOE)       | 1312  | 9,53 %  | 2          | Pilar Ríos        |
|                                               | PP                  | 960   | 6,98 %  | 1          | Fran Garate       |

Alcaldesa electa: Aitziber Irigoras Alberdi (EAJ-PNV).
| Pleno del Ayuntamiento de Durango (2019–2023) |                    |       |         |            |                       |
| Partido político                              | Partido político   | Votos | %       | Concejales | Candidato             |
|                                               | PNV                | 5426  | 35,27 % | 8          | Mireia Elkoroiribe    |
|                                               | EH Bildu           | 4970  | 32,30 % | 7          | Ima Garrastatxu       |
|                                               | Elkarrekin Podemos | 2515  | 16,35 % | 4          | Juan Julián Ríos      |
|                                               | PSE-EE (PSOE)      | 1541  | 10,02 % | 2          | Jesica Ruiz           |
|                                               | PP                 | 697   | 4,53 %  | 0          | Aiala Eguíluz         |
|                                               | Vox                | 111   | 0,72 %  | 0          | Luis Fernando Mancebo |

Alcaldesa electa: Ima Garrastatxu Urbaneja (EH Bildu).

## Resultados electorales históricos
| Partido político                                              | 2023       | 2023       | 2019       | 2019       | 2015       | 2015       | 2011       | 2011       | 2007       | 2007       | 2003        | 2003        | 1999       | 1999       | 1995       | 1995       | 1991       | 1991 |
| %                                                             | Concejales | %          | Concejales | %          | Concejales | %          | Concejales | %          | Concejales | %          | Concejales  | %           | Concejales | %          | Concejales | %          | Concejales |      |
| Euskal Herria Bildu (EH Bildu)-Bildu                          | 37,83      | 9          | 32,30      | 7          | 31,29      | 7          | 26,62      | 6          | —          | —          | —           | —           | —          | —          | —          | —          | —          | —    |
| Euzko Alderdi Jeltzalea-Partido Nacionalista Vasco (EAJ-PNV)  | 35,37      | 8          | 35,27      | 8          | 36,98      | 8          | 33,92      | 8          | 31,09      | 7          | 42,00       | 10          | 41,04      | 9          | 41,21      | 10         | 41,61      | 10   |
| Partido Socialista de Euskadi-Euskadiko Ezkerra (PSE-EE PSOE) | 8,22       | 2          | 10,02      | 2          | 9,53       | 2          | 13,14      | 3          | 16,16      | 4          | 12,47       | 2           | 12,35      | 3          | 11,07      | 2          | 12,32      | 3    |
| Herriaren Eskubidea (SQ-2D)                                   | 6,58       | 1          | 16,35      | 4          | 13,39      | 3          | —          | —          | —          | —          | —           | —           | —          | —          | —          | —          | —          | —    |
| Partido Popular del País Vasco (PP)                           | 6,13       | 1          | 4,53       | 0          | 6,98       | 1          | 10,95      | 2          | 12,17      | 3          | 17,21       | 4           | 18,26      | 4          | 15,72      | 4          | 11,38      | 2    |
| Eusko Alkartasuna (EA)                                        | EH Bildu   | EH Bildu   | EH Bildu   | EH Bildu   | EH Bildu   | EH Bildu   | Bildu      | Bildu      | 2,09       | 2          | Con PNV     | Con PNV     | Con PNV    | Con PNV    | 6,87       | 1          | 7,52       | 1    |
| Aralar                                                        | —          | —          | —          | —          | —          | —          | 10,02      | 2          | 11,83      | 2          | 6,16        | 1           | —          | —          | —          | —          | —          | —    |
| Ezker Batua-Berdeak (EB-B)                                    | —          | —          | —          | —          | —          | —          | 3,39       | 0          | 5,28       | 1          | 7,39        | 1           | 4,94       | 0          | 7,58       | 1          | 1,54       | 0    |
| Eusko Abertzale Ekintza-Acción Nacionalista Vasca (EAE-ANV)   | —          | —          | —          | —          | —          | —          | —          | —          | 19,02      | 4          | —           | —           | —          | —          | —          | —          | —          | —    |
| Mugarra Bilgunea (MB)                                         | —          | —          | —          | —          | —          | —          | —          | —          | —          | —          | 13,99       | 3           | —          | —          | —          | —          | —          | —    |
| Euskal Herritarrok (EH)-Herri Batasuna (HB)                   | —          | —          | —          | —          | —          | —          | —          | —          | —          | —          | Ilegalizado | Ilegalizado | 22,25      | 5          | 15,51      | 3          | 17,27      | 4    |
| Euskadiko Ezkerra (EE)                                        | Con PSE-EE | Con PSE-EE | Con PSE-EE | Con PSE-EE | Con PSE-EE | Con PSE-EE | Con PSE-EE | Con PSE-EE | Con PSE-EE | Con PSE-EE | Con PSE-EE  | Con PSE-EE  | Con PSE-EE | Con PSE-EE | Con PSE-EE | Con PSE-EE | 7,58       | 1    |

## Evolución de la deuda viva
El concepto de deuda viva contempla solo las deudas con cajas y bancos relativas a créditos financieros, valores de renta fija y préstamos o créditos transferidos a terceros, excluyéndose, por tanto, la deuda comercial.
| Gráfica de evolución de la deuda viva del Ayuntamiento entre 2008 y 2023             |
|                                                                                      |
| Deuda viva del Ayuntamiento en miles de euros según datos del Ministerio de Hacienda |